# HD87038
HD87038 — хімічно пекулярна зоря спектрального класу A3, що має видиму зоряну величину в смузі V приблизно  8,0.
Вона  розташована на відстані близько 437,2 світлових років від Сонця.